# مونبلیار
مونبِلیار (فرانسوی: Montbéliard‎) شهری در شهرستان دو، در ناحیه فرانش-کنته با جمعیت ۲۶٬۵۳۵ نفر در فرانسه واقع شده‌است.